# Почётные граждане Киева

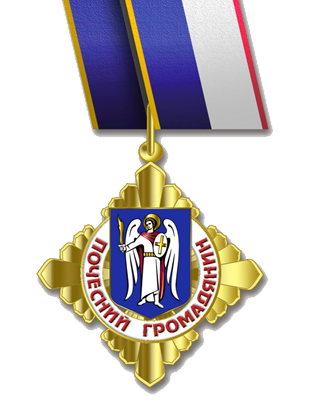
Нагрудный знак

Почётный граждани́н Ки́ева (укр. Почесний громадянин Києва) — почётное звание, которое было учреждено в царской России для присуждения жителям Киева, которые внесли особый вклад в жизнь города.
После двух революций звание было отменено и вновь было учреждено лишь 26 мая 1982 года специальным решением горисполкома № 823 об установлении звания «Почётный гражданин города Киева». В СССР звание «Почётный гражданин Киева» присуждалось гражданам, которые имели высокие заслуги перед городом в отраслях народного хозяйства, науки и культуры, общественно-политической сфере и других видах деятельности, и присваивалось не только жителям города, а также гражданам других городов и населённых пунктов СССР, зарубежных стран «в ознаменование их заслуг перед городом или в знак большого уважения к их общественно-политической деятельности». Первыми «Почётными гражданами» советского Киева стали: Генеральный секретарь ЦК КПСС Л. И. Брежнев, принимавший участие в освобождении Киева в 1943 году, а также люди, имевшие к Киеву косвенное отношение: Индира Ганди и Чыонг Тинь.
На Украине звание было учреждено после независимости, в 2000 году.

## Почётный знак

### В СССР
Почётным гражданам Киева в СССР вместе с дипломом вручали круглую медаль из латуни диаметром 8 см с изображением на лицевой стороне здания Верховного Совета УССР и скульптуры «Родины-матери», венчающей Украинский государственный музей истории Великой Отечественной войны 1941—1945 годов, и надписью «Город-герой Киев»; на оборотной стороне — изображение пятиугольной звезды в лучах с серпом и молотом, и надпись «Почётный гражданин города» с фамилией, именем и отчеством почётного гражданина

## Награждённые
Следующие персоны были удостоены данного звания:

### А
- Амосов, Николай Михайлович[6] (19 декабря 1913, около Череповца — 12 декабря 2002, Киев) — советский и украинский кардиохирург, учёный-медик, литератор. Академик АН УССР (1969) и Национальной Академии Наук Украины, Герой Социалистического Труда (1973).

### Б
- Балабуев, Пётр Васильевич[6] (23 мая 1931, Валуйск, Станично-Луганский район, Луганская область, УССР — 17 мая 2007, Киев) — инженер и промышленный деятель СССР и (впоследствии) Украины.
- Балагура, Александр Николаевич[6] (род. 1961) — украинский и итальянский кинодокументалист.
- Барамия, Нугзар Николаевич[6] (род. 1942) — заслуженный врач Украины, хирург, основатель и многолетний руководитель киевского Центра политравмы.
- Березняк, Евгений Степанович[6] (1914—2013) — герой Украины, майор Вихрь.
- Билаш, Александр Иванович[6] (1931—2003) — композитор, народный артист УССР и СССР, Герой Украины.
- Блохин, Олег Владимирович[6] — советский футболист, бывший главный тренер футбольного клуба «Динамо» (Киев).
- Бушма, Иван Иванович[6] (1933—2021) — новатор жилищного строительства, заслуженный строитель Украины.

### В
- Вакарчук, Святослав Иванович[6] (род. 1975) — украинский рок-музыкант, автор песен, лидер группы «Океан Ельзи» (2015).
- Вантух, Мирослав Михайлович[6] (род. 1939) — украинский хореограф, генеральный директор — художественный руководитель Национального заслуженного академического ансамбля танца Украины им. Вирского.
- Венедиктов, Лев Николаевич[источник не указан 1030 дней] (1924—2017) — советский и украинский хоровой дирижёр, педагог. Народный артист СССР (1979). Герой Украины (2004).
- Виноградов, Иван Андреевич[6] (1928—2017) — работник киевского метрополитена (1960—2007), машинист первого поезда киевского метро.
- Возианов, Александр Фёдорович[6] (1938—2018) — медик, президент Академии медицинских наук Украины, академик.
- Волковинская, Прасковья Григорьевна[6] (1938—2006) — украинская ткачиха, Герой Социалистического Труда (1982).

### Г
- Ганди, Индира[источник не указан 1030 дней] — индийский политический деятель, премьер-министр Индии в 1966—1977 и 1980—1984 годах.
- Гельцель, Кристоф[источник не указан 1030 дней] — заместитель министра труда, социальной защиты, семьи и здравоохранения Баварии.
- Гнатюк, Дмитрий Михайлович[6] — советский и украинский оперный певец, театральный режиссёр, педагог. Герой Социалистического Труда (1985). Герой Украины (2005). Народный артист СССР (1960). Народный артист Украины (1999).
- Губерский, Леонид Васильевич[6] (род. 1941) — доктор философских наук, профессор, академик НАНУ и НАПН, ректор Киевского национального университета им. Т. Шевченко (с 2008 г.), Герой Украины (2009)[7].
- Гусев, Владимир Алексеевич[6] (1927—2014) — председатель исполкома Киевского городского Совета народных депутатов (1968—1979).

### Д
- Денисенко, Михаил Антонович[6] — Патриарх Киевский и всея Руси-Украины Филарет
- Джамаладинова, Сусанна Алимовна (Jamala)[6] — украинская певица и актриса, народная артистка Украины
- Долина, Мария Ивановна[6] (1922—2010) — лётчица, Герой Советского Союза (1945).
- Лиджи Адучиевич Дорджиев[8]
- Джонсон Борис[9] —  британский государственный деятель, политик.

### З
- Залужный, Валерий Фёдорович[10] (род. 1973) — украинский военачальник, Герой Украины (2024).
- Згурский, Валентин Арсентьевич[6] (1927—2014) — председатель исполкома Киевского городского Совета народных депутатов (1979—1990), Герой Социалистического Труда (1981).
- Зноба, Валентин Иванович[6] (1929—2006) — скульптор, народный художник УССР (1978).

### К
- Киба, Владимир Николаевич[6] — автор проекта «Богатырские игры», президент Федерации сильнейших атлетов Украины и перетягивания каната, мастер спорта международного класса, заслуженный тренер Украины и СССР.
- Кива, Дмитрий Семёнович[6] — президент — генеральный конструктор государственного предприятия «Антонов».
- Киркевич, Геннадий Александрович[6] — советский промышленный функционер. Занимался возвращением вывезенного в Германию оборудования, участвовал в строительстве газопровода «Дашава — Киев» и подземных газовых хранилищ.
- Кирпа, Георгий Николаевич[6] — украинский политический деятель. Герой Украины (2002).
- Кличко, Виталий Владимирович[6] — украинский боксёр-профессионал, выступающий в супер-тяжёлой весовой категории, в юношестве кикбоксер. Украинский политик, общественный деятель, городской глава Киева. Герой Украины.
- Клочкова, Яна Александровна[6] — пловчиха, выигравшая пять олимпийских медалей, в том числе четыре раза «золото». Участница трёх летних Олимпиад: 2000, 2004, 2008 (на последней в заплывах не участвовала).
- Козявкин, Владимир Ильич[6] — врач-невролог, мануальный терапевт, разработчик одной из современных систем реабилитации больных детским церебральным параличом, профессор, генеральный директор Международной клиники восстановительного лечения. Герой Украины.
- Костенко, Лина Васильевна[10] (род. 1930) — советская и украинская писательница-шестидесятница, поэтесса, общественный деятель.
- Кривопишин, Алексей Мефодиевич[6] — начальник Юго-Западной железной дороги.

### Л
- Лукьянова, Елена Михайловна[6] — академик, советник директора Института педиатрии, акушерства и гинекологии Академии медицинских наук Украины.
- Луценко, Дмитрий Емельянович[6] — украинский поэт, автор слов официального гимна города Киева, лауреат Национальной премий имени Т. Г. Шевченко.

### М
- Мартиросян, Саркис Согомонович[11] — советский военный деятель, генерал-лейтенант. Герой Советского Союза.
- Марчук, Иван Степанович[6] — живописец.
- Матвиенко, Нина Митрофановна[6] — украинская певица, народная артистка Украины, Лауреат Государственной премии УССР им. Т. Г. Шевченко, Герой Украины.
- Мирошниченко, Евгения Семёновна[6] — оперная певица (лирико-колоратурное сопрано), педагог. Народная артистка СССР (1965). Герой Украины (2006). Лауреат Государственной премии СССР (1981).

### О
- Олейник, Борис Ильич[6] — поэт и политический деятель.
- Омельченко, Александр Александрович[6][12] — государственный и политический деятель.

### П
- Пархоменко, Пётр Николаевич[6] — председатель правления, генеральный директор акционерного общества «Киевхлеб».
- Патон, Борис Евгеньевич[6] (27 ноября 1918, Киев — 19 августа 2020) — учёный в области металлургии и технологии металлов, профессор, доктор технических наук, дважды Герой Социалистического Труда, первый в истории Герой Украины.
- Петренко, Владимир Иванович[6] — председатель правления акционерного общества «Київметробуд»
- Петров, Василий Степанович[6] — генерал-полковник, дважды Герой Советского Союза.
- Пилипенко, Михаил Корнеевич[6] — военачальник, генерал-лейтенант (СССР), генерал-полковник (Украина), Герой Советского Союза.
- Пинчук, Виктор Михайлович[6] — бизнесмен, меценат
- Полищук, Николай Ефремович[6] — бывший министр здравоохранения Украины, доктор медицинских наук, профессор, член-корреспондент Академии медицинских наук Украины
- Попков, Виталий Иванович[13] — генерал-лейтенант, дважды Герой Советского Союза.
- Поляченко, Владимир Аврумович[6] — Герой Украины, почетный президент холдинговой компании «Киевгорстрой»
- Понамарчук, Игорь Тарасович[6] — известный меценат, общественный и культурный деятель, основатель и генеральный директор Киевского городского музея «Духовные сокровища Украины»

### Р
- Роговцева, Ада Николаевна[6] — актриса театра и кино. Народная артистка СССР (1978). Герой Украины (2007).
- Рыбчинский, Юрий Евгеньевич[6] — Украинский поэт, драматург, сценарист, заслуженный деятель искусств Украины, народный артист Украины.

### С
- Серая, Анна Моисеевна[6] (1924—2014) — Заслуженный строитель, бригадир штукатуров треста «Крещатикстрой» УССР.
- Скопенко, Виктор Васильевич[6] (18 декабря 1935, Новгородка — 5 июля 2010, Киев) — доктор химических наук (1970), профессор (1972), академик Национальной академии наук Украины и Академии педагогических наук Украины (отделение педагогики и психологии высшей школы, 1992). Герой Украины (1999).
- Славов, Николай Антонович[6] — президент акционерной судоходной компании «Укрречфлот»
- Слободян, Александр Вячеславович[6] (род. 21 февраля 1958, Тернополь) — украинский политик, предприниматель.
- Ступка, Богдан Сильвестрович[6] — народный артист Украины, художественный руководитель Национального академического драматического театра имени Ивана Франко.

### Т
- Тарасюк, Павел Ефимович[6] — генеральный директор коллективного производственно-торгового обувного предприятия «Киев», Герой Социалистического Труда
- Телятников, Леонид Петрович[6] — пожарный, генерал-майор внутренней службы, Герой Советского Союза.
- Тимошенко, Максим Олегович (род. 20 апреля 1972, Киев, Украинская ССР, СССР) — украинский общественный деятель и учёный-культуролог, профессор, хоровой дирижёр, доктор философии (2012)[14].
- Тронько, Пётр Тимофеевич[6] (род. 12 июля 1915, с. Заброды — 12 сентября 2011, Киев) — государственный и политический деятель, учёный-историк. Доктор исторических наук, академик НАН Украины.
- Турчина, Зинаида Михайловна[6] (род. 17 мая 1946, Киев, Украинская ССР) — советская гандболистка, двукратная олимпийская чемпионка, двукратная чемпионка мира, многократная обладательница Кубка Европейских чемпионов и многократная чемпионка СССР. Заслуженный мастер спорта СССР (1972).

### Ч
- Чепелик, Владимир Андреевич[6] — скульптор и художник
- Чыонг Тинь[6] — вьетнамский революционер.

### Ш
- Шалимов, Александр Алексеевич[6] — украинский хирург, Герой Социалистического Труда, Герой Украины
- Шамо, Игорь Наумович[6] — украинский советский композитор, Народный артист Украинской ССР (1975)
- Шахлин, Борис Анфиянович[6][15] — советский гимнаст
- Шевченко, Андрей Николаевич[6] — футболист
- Шевченко, Валентина Семёновна[6] — председатель Всеукраинской общественной организации «Конгресс деловых женщин Украины».
- Шишко, Сергей Фёдорович[16] — украинский живописец.

### Щ
- Щербаченко, Мария Захаровна[6] (1922—2016) — участница Великой Отечественной войны, санитар, Герой Советского Союза (1943).

### Я
- Яблонская, Татьяна Ниловна[6] — украинская художница, Герой Украины (2001).

## Факты
- В январе 2009 года киевский городской голова Леонид Черновецкий предложил рассмотреть на сессии Киевсовета присвоение Деду Морозу из Лапландии звания «Почётного гражданина Киева» и разрешить ему бесплатно ездить на городском транспорте[17].

## Лишённые звания
- Брежнев, Леонид Ильич[18] — советский государственный, политический, военный и партийный деятель, занимавший высшие руководящие посты в советской государственной иерархии в течение 18 лет: с 1964 года и до своей смерти в 1982 году. Первый награждённый[18]. Лишён звания по решению Киевского горсовета 25 мая 2023 года[19].
- Епишев, Алексей Алексеевич — советский партийный и военный деятель.
- Масол, Виталий Андреевич[6] — Председатель Совета министров УССР с июля 1987 года по октябрь 1990 года, Премьер-министр Украины с июня 1994 года по март 1995 года. Член ЦК КПСС с 1989. Депутат Верховного совета СССР 10—11-го созывов.
- Москаленко, Кирилл Семёнович — советский военный деятель.
- Фёдоров, Алексей Фёдорович — советский украинский государственный, партийный и общественный деятель.